# General Harmony Singers
A szombathelyi General Harmony Singers az acappella (hangszerkíséret nélküli) jazz-vokál stílus magyarországi úttörője, egyúttal későbbi vocal-együttesek inspirátora is. Az együttes stílusának lényege, hogy eredetileg hangszeres zenéket adnak elő kizárólag énekhangon. Repertoárjukban műfaji korlátok nélkül éppúgy megtalálhatók a komolyzenei és Jazz átiratok, mint a könnyűzenei slágerek vagy egzotikus népzenék. Zenei hitvallásuk lényege: „Ha zene, mi elénekeljük!”

## Története
Az együttes 1991-ben alakult meg több, akkor Szombathelyen működő, színvonalas kórus tagjaiból. Az együttes kezdetben a „hagyományos” kórusmuzsikával próbálkozott, majd egy véletlen folytán kerültek kapcsolatba a jazz-vokál stílussal. (A holland Exicon nevű kórus Magyarországon „felejtett” néhány jazz-vokál átiratot.) Az együttes tagjait hihetetlen módon lenyűgözte az éneklés effajta könnyedsége és nem egy esetben humora. Kemény munka volt szükséges ahhoz, hogy a nagy létszámú kórusokhoz szokott énekesek szinte minden esetben 7-8-9 szólamú átiratokat szólaltassanak meg kvázi szólistaként, úgy, hogy a hallgatóság számára könnyednek tűnjön. Az együttes tagjai úgy döntöttek, hogy ezt a vokális stílust kívánják folytatni és megismertetni a zenekedvelők minél szélesebb körében. 
Mivel 1991-ben Magyarországon nem lehetett beszerezni ilyen stílusú kottákat, az együttes felvette a kapcsolatot a stílus atyjával, Ward Swingle-lel, a világhírű Swingle Singers alapítójával, aki abbéli örömét kifejezve, hogy Kelet-Európában is akad már egy együttes, aki szeretné ezt a stílust népszerűsíteni, megajándékozta a csapatot 33 darab saját átiratával. A General Harmony Singers, miután megtanult egy-egy átiratot, magnókazettán kiküldte New Jersey-be Ward Swingle-nek, aki faxon küldte meg az instrukcióit a darabbal kapcsolatban. Ily módon maga Ward Swingle mentorálta az együttest az USA-ból, majd később Franciaországból. A későbbiek során a General Harmony Singers kapcsolatba került a Swingle Singersszel is, akik átirataikkal szintén segítették az együttes munkáját. A „tanulóéveket” követően a General Harmony Singers tagjai is elkezdtek saját átiratokat készíteni, melyek ma már szép számmal megtalálhatók a repertoárjukban.
A General Harmony Singers-nek elévülhetetlen szerepe van a jazz-vocal stílus magyarországi meghonosításában.

## Tagok
- Kónya Éva (szoprán)
- Pethő Judit (szoprán)
- Maklári Mónika (alt)
- Varga Edit (alt)
- Szilágyi Sándor (tenor)
- Kiss László (tenor)
- Fehér László (basszus)

## Díjak
- Kisteleki Nemzetközi Szórakoztató Kórus-zenei Fesztivál, 1993: Kiemelt nívódíj (zsűrielnök: Gonda János)

## Diszkográfia
- General Harmony Singers No. 1. – Music Of The World Without Instruments (PRECD 9405, PREMC 9405) – 1994.
- General Harmony Singers – Christmas Songs (VBP 023) – 1994.
- General Harmony Singers No. 3. – Music Of The World Without Instruments (GHCD 9501, GHMK 9501) – 1995.
- General Harmony Singers No. 4. – Music Of The World Without Instruments (GHCD 0401) – 2004.
- General Harmony Singers No. 5. – Music Of The World Without Instruments (GHCD 0501) – 2010.
- General Harmony Singers No. 6. – Music Of The World Without Instruments (GHCD 1901) – 2019.